# Shōrin-zu byōbu
El biombo de árboles de pino (松林図 屏風 Shōrin-zu byōbu?) es un díptico que consiste en un par de biombos (byōbu) plegables de seis paneles del artista japonés Hasegawa Tōhaku. Se desconoce la fecha exacta de la creación del díptico, pero claramente fue hecho a fines del siglo XVI, en el período Momoyama, alrededor del 1595. Las pantallas se encuentran en propiedad del Museo Nacional de Tokio, y fueron designadas como Tesoro Nacional de Japón en 1952.
La obra de tinta sobre papel representa una vista de pinos japoneses en la niebla, con partes de los árboles visibles y otras partes oscurecidas, ilustrando el concepto budista zen del ma (間) y evocando la estética japonesa wabi (侘) de simplicidad rústica. Se dice que son las primeras pinturas de su escala que representan solo árboles como tema, aunque una forma blanca en la parte superior derecha del panel izquierdo podría sugerir un pico de montaña de fondo. Cada pantalla mide 156,8 centímetros de ancho por 356 de alto.
Cada uno de los doce paneles consta de seis hojas de papel unidas, pero las piezas superior e inferior tienen la mitad del tamaño habitual. Algunos aspectos de las pantallas sugieren que el díptico pudo haber sido un trabajo anterior: inusualmente, los tamaños de papel utilizados en cada pantalla son ligeramente diferentes y las uniones entre las hojas no son completamente regulares; y los sellos de los nombres del artista «Hasegawa» y «Tōhaku» no utilizan las formas habituales. Los árboles en el extremo derecho del panel derecho están recortados, lo que sugiere que el orden de los paneles puede haber sido alterado o que algunos pueden haber sido reemplazados.
La obra es un avance en la técnica de pintura suibokuga (水墨画) (pinturas al lavado de tinta) realizadas con tinta china (墨, sumi), utilizando tonos oscuros y claros sobre un soporte de seda o papel. Combina las ideas chinas naturalistas de la pintura con tinta de Mugi Fuchang (en chino, 牧溪法常; Wade-Giles, Mu-ch'i Fa-ch'ang) con temas de la tradición paisajística japonesa yamato-e (大和絵), influenciada por la obras de «tinta salpicada» (溌墨, hatsuboku) de Sesshū Tōyō. La pintura hace uso de los pliegues previstos de la pantalla en uso para crear perspectiva, con ramas dirigidas hacia o lejos del espectador. El artista, Hasegawa Tōhaku (長谷川等伯), fue el fundador de la escuela de arte japonés Hasegawa.
La producción de pinturas monocromáticas con lavado de tinta a una escala tan grande fue una innovación japonesa nunca vista en China; aquí Tōhaku usó un pincel de paja sobre «papel grueso» para lograr los efectos de pincel correctos a gran escala.